# David Higgins (Rennfahrer)
David Higgins (* 14. November 1972) ist ein britischer Rallyerennfahrer.

## Werdegang
Higgins begann seine Karriere in der Rallye-Weltmeisterschaft 1994 bei der Rallye Großbritannien mit seinem Beifahrer Michael Park, musste aber nach einem Motorschaden an seinem Peugeot 106 diesen abstellen. Im folgenden Jahr fuhr er mit seinem neuen Copiloten Lloyd Jones in seinem eigenen Team im Honda Civic auf den 27. Platz. 1996 fuhr er im Team Honda mit Michael Park in der 2-Liter-Weltmeisterschaft auf den 8. Platz. 1997 schied er mit seinem Beifahrer Trevor Chudleigh bei der Rallye Australien mit Elektrik-Problemen aus. Mit Rory Kennedy konnte er bei der Rallye Großbritannien im Seat Ibiza GTi 16 V den 31. Platz erzielen. Ab 1998 fuhr er mit seinem Team im Subaru Impreza. Mit Chris Wood erreichte er in Großbritannien den elften Platz. 1999 und 2000 musste er bei allen gefahrenen Rennen sein Fahrzeug mit technischen Problemen abstellen. So führte bei der Rallye China 1999 ein Steuerungsdefekt zum vorzeitigen Ende. Bei der Rallye Finnland 2000 musste er mit seinem Beifahrer Shaun O’Gorman seinen Subaru mit Mechanikproblemen abstellen.
2001 gelang ihm mit seinem neuen Beifahrer Craig Thorley in Großbritannien erstmals wieder ein 11. Platz. 2002 hatte erneut mit technischen Problemen zu kämpfen und konnte kein Rennen beenden. Anschließend zog er sich für drei Jahre vom aktiven Rallye-Sport zurück und stieg erst 2005 wieder in die Rallye-Weltmeisterschaft ein. Mit seinem Beifahrer Daniel Barritt, der bereits 2002 im Subaru an seiner Seite saß, beendete er im Mitsubishi Lancer erstmals wieder Rennen ohne technische Defekte. Erst bei der Manx International Rally in Großbritannien musste er nach einem Feuer an seinem Fahrzeug erneut vorzeitig aufgeben. 2007 startete er erstmals in der 2006 gegründeten Intercontinental Rally Challenge und erreichte dabei in China auf Anhieb den Sieg. Am Ende belegte er in der IRC nach diesem Sieg und insgesamt sieben Etappensiegen am Ende den 9. Platz. Bei der Großbritannien-Meisterschaft erreichte er nach guten Einzelergebnissen den sechsten Gesamtplatz. In der Weltmeisterschaftswertung belegte er am Ende den 26. Platz. Im folgenden Jahr erreichte er bei der Großbritannien-Meisterschaft den dritten Platz. Nachdem er 2009 nicht international gestartet war, fuhr er bei der nicht zur Weltmeisterschaft gehörenden Rally China Longyou 2010 mit seinem neuen Copiloten Ieuan Thomas im Soueast-Motor Wan Yu Rally Team auf den 3. Platz.
2017 nahm Higgins für das Subaru Rally Team USA an der „New England Forest Rally“ teil und erreichte in einem Subaru WRX den 2. Platz hinter Travis Pastrana, der die Rallye ebenfalls in einem Subaru WRX bestritt.

## Erfolge
- British Rallye Championship 1997, 2005 und 2006.